# Pita orelluda
La pita orelluda (Hydrornis phayrei) és una espècie d'ocell de la família dels pítids (Pittidae) que habita boscos del sud-oest de la Xina, Myanmar i Indoxina.